# Papiro 32
Papyrus 32 (nos numerais de Gregory-Aland), designado por {\displaystyle {\mathfrak {P}}}32, é uma antiga cópia do Novo Testamento em grego. É um papiro manuscrito da Epístola a Tito, contém apenas Tito 1:11-15; 2:3-8. A paleografia do manuscrito atribui sua data para o final do 2° século.